# 焦糖瑪琪雅朵
焦糖瑪琪雅朵是一種加入焦糖的瑪琪雅朵咖啡。在香濃熱牛奶上加入濃縮咖啡、香草，最後淋上純正焦糖而製成的飲品，特點是在一杯飲品裡可以喝到三種不同的口味。

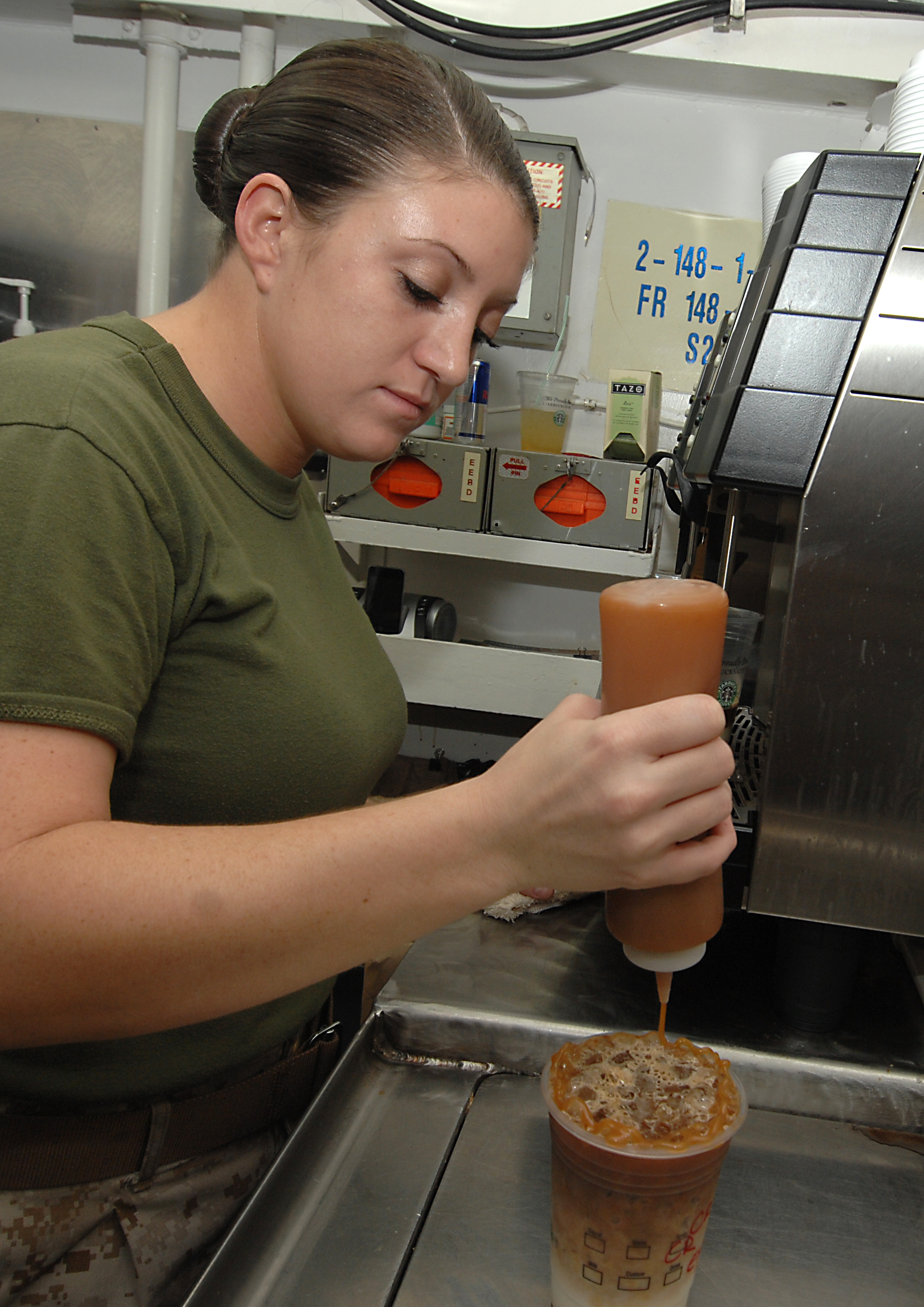
一名女兵正在調製凍焦糖瑪琪雅朵

## 食用方式
喝焦糖瑪琪雅朵不可先攪拌，首先是覆蓋在上頭如同牛奶糖般甜甜的焦糖醬，再來是混合香草糖漿香甜的牛奶，最後一層是口味濃郁的意式咖啡。
焦糖瑪琪雅朵比起拿鐵咖啡跟卡布奇諾的牛奶比例較少，適合喜歡重咖啡口味的人。
另外選用焦糖醬的原因是它較濃稠，不會在奶泡上散開，以達到層次分明不易混和的特性。